# Polonia ai Giochi della XVII Olimpiade
La Polonia partecipò ai Giochi della XVII Olimpiade che si sono svolti a Roma dal 25 agosto all'11 settembre 1960, con una delegazione di 185 atleti impegnati in diciassette discipline.

## Medagliere

### Per discipline
| Sport             | Oro | Argento | Bronzo | Totale |
| ----------------- | --- | ------- | ------ | ------ |
| Atletica leggera  | 2   | 2       | 3      | 7      |
| Pugilato          | 1   | 3       | 3      | 7      |
| Sollevamento pesi | 1   | 0       | 1      | 2      |
| Scherma           | 0   | 1       | 0      | 1      |
| Canoa/kayak       | 0   | 0       | 2      | 2      |
| Canottaggio       | 0   | 0       | 1      | 1      |
| Lotta libera      | 0   | 0       | 1      | 1      |
| Totale            | 4   | 6       | 11     | 21     |

### Medaglie
| Medaglia | Atleta                                                                                        | Sport             | Evento                          |
| -------- | --------------------------------------------------------------------------------------------- | ----------------- | ------------------------------- |
| Oro      | Zdzisław Krzyszkowiak                                                                         | Atletica leggera  | 3000 metri siepi                |
| Oro      | Józef Szmidt                                                                                  | Atletica leggera  | Salto triplo                    |
| Oro      | Kazimierz Paździor                                                                            | Pugilato          | Pesi leggeri                    |
| Oro      | Ireneusz Paliński                                                                             | Sollevamento pesi | Pesi massimi-leggeri            |
| Argento  | Jarosława Jóźwiakowska                                                                        | Atletica leggera  | Salto in alto femminile         |
| Argento  | Elżbieta Krzesińska                                                                           | Atletica leggera  | Salto in lungo femminile        |
| Argento  | Jerzy Adamski                                                                                 | Pugilato          | Pesi piuma                      |
| Argento  | Tadeusz Walasek                                                                               | Pugilato          | Pesi medi                       |
| Argento  | Zbigniew Pietrzykowski                                                                        | Pugilato          | Pesi mediomassimi               |
| Argento  | Jerzy Pawłowski Wojciech Zabłocki Marian Kuszewski Ryszard Zub Andrzej Piątkowski Emil Ochyra | Scherma           | Sciabola a squadre maschile     |
| Bronzo   | Kazimierz Zimny                                                                               | Atletica leggera  | 5000 metri piani                |
| Bronzo   | Tadeusz Rut                                                                                   | Atletica leggera  | Lancio del martello             |
| Bronzo   | Teresa Ciepły Barbara Janiszewska Celina Jesionowska Halina Górecka                           | Atletica leggera  | Staffetta 4×100 metri femminile |
| Bronzo   | Stefan Kapłaniak Władysław Zieliński                                                          | Canoa/kayak       | K2 1000 metri maschile          |
| Bronzo   | Daniela Walkowiak                                                                             | Canoa/kayak       | K1 500 metri femminile          |
| Bronzo   | Teodor Kocerka                                                                                | Canottaggio       | Singolo maschile                |
| Bronzo   | Tadeusz Trojanowski                                                                           | Lotta libera      | Pesi gallo                      |
| Bronzo   | Brunon Bendig                                                                                 | Pugilato          | Pesi gallo                      |
| Bronzo   | Marian Kasprzyk                                                                               | Pugilato          | Pesi superleggeri               |
| Bronzo   | Leszek Drogosz                                                                                | Pugilato          | Pesi welter                     |
| Bronzo   | Jan Bochenek                                                                                  | Sollevamento pesi | Pesi massimi-leggeri            |

## Risultati

### Calcio
| Atleta | Classifica |                    |
| --- | --- | ------------------ |
| V · D · M Nazionale olimpica polacca · Calcio ai Giochi Olimpici Estivi 1960 P Fołtyn · P Stefaniszyn · P Szymkowiak · D Florenski · D Grzybowski · D Pala · D Woźniak · C Grzegorczyk · C Strzykalski · C Szczepański · C Zientara · A Brychczy · A Faber · A Gadecki · A Hachorek · A Jarek · A Lentner · A Norkowski · A Pohl · CT : Prouff | 9° |                    |
| Nazionale olimpica polacca · Calcio ai Giochi Olimpici Estivi 1960 | |                    |
| P Fołtyn · P Stefaniszyn · P Szymkowiak · D Florenski · D Grzybowski · D Pala · D Woźniak · C Grzegorczyk · C Strzykalski · C Szczepański · C Zientara · A Brychczy · A Faber · A Gadecki · A Hachorek · A Jarek · A Lentner · A Norkowski · A Pohl · CT: Prouff                                                                               | P Fołtyn · P Stefaniszyn · P Szymkowiak · D Florenski · D Grzybowski · D Pala · D Woźniak · C Grzegorczyk · C Strzykalski · C Szczepański · C Zientara · A Brychczy · A Faber · A Gadecki · A Hachorek · A Jarek · A Lentner · A Norkowski · A Pohl · CT: Prouff | Polonia (bandiera) |

### Pallacanestro
| Atleta | Classifica |
| --- | ---------- |
| V · D · M Nazionale polacca - Pallacanestro ai Giochi della XVII Olimpiade 3 Piskun · 4 Wichowski · 5 Pstrokoński · 6 Nartowski · 7 Młynarczyk · 8 Olszewski · 9 Sitkowski · 10 Łopatka · 11 Przywarski · 12 Dregier · 13 Świerczewski · 14 Pacuła · All. Zygmunt Olesiewicz | 7°         |
| Nazionale polacca - Pallacanestro ai Giochi della XVII Olimpiade |            |
| 3 Piskun · 4 Wichowski · 5 Pstrokoński · 6 Nartowski · 7 Młynarczyk · 8 Olszewski · 9 Sitkowski · 10 Łopatka · 11 Przywarski · 12 Dregier · 13 Świerczewski · 14 Pacuła · All. Zygmunt Olesiewicz                                                                            |            |